# Hymenobelba ypsilon
Hymenobelba ypsilon är en kvalsterart som beskrevs av Balogh 1962. Hymenobelba ypsilon ingår i släktet Hymenobelba och familjen Ameridae. Inga underarter finns listade i Catalogue of Life.